# 吳壽朋
吳壽朋（?—?），浙江山阴人，清朝政治人物。贡生出身。
乾隆50年（1785年），擔任清朝遵义府婺川縣知縣。后由陳熙潘接任。